# Camila Banus
Camila Banus (Miami Beach, Florida; 22 de julio de 1990) es una modelo y actriz estadounidense.
Es conocida por su papel de Gabi Hernández en la telenovela Days of Our Lives. También interpretó al personaje de Lola Montez en One Life to Live desde octubre de 2008 a mayo de 2009. Tuvo un papel regular en la tercera temporada del programa Star de Fox.

## Vida personal
Banus nació en Miami Beach, Florida, el 22 de julio de 1990. Es la hija mayor de Carmen y Jaime Banus. Tiene una hermana menor, Gabriela, que también es actriz. Ella es de ascendencia española y cubana.
Cuando tenía 19 años y estaba empezando a trabajar en Days of Our Lives, el padre de Banus se suicidó. Ella ha dicho que enterró su dolor en ese momento. Trabajar con la Fundación Estadounidense para la Prevención del Suicidio la ayudó a sanar. Ha declarado que la muerte de su padre la convirtió en «una persona más empática».
Comenzó a salir con el actor Marlon Aquino en 2012. En diciembre de 2020, él le propuso matrimonio en el Pérez Art Museum Miami. Banus y Aquino se casaron el 28 de agosto de 2021 en The Castle House Estate en Joshua Tree, California.

## Filmografía

### Cine
| Año  | Título                                    | Director                          | Papel              | Nota         |
| ---- | ----------------------------------------- | --------------------------------- | ------------------ | ------------ |
| 2005 | Lenny the Wonder Dog                      | Ver listaOren Goldman Stav Ozdoba | Rainbow            |              |
| 2013 | Counterpunch                              | Kenneth Castillo                  | Talia Portillo     | [ 6 ]        |
| 2014 | Wishin' and Hopin'                        | Colin Theys                       | Simone Funicello   |              |
| 2015 | Ripples on the Water                      | Alexander Falcon                  | Linda              | Cortometraje |
| 2016 | The Broken Camera                         | Ver listaTim Astor Natalie Stone  | Carmen             | Cortometraje |
| 2016 | Speak Now                                 | Melissa Vitello                   | Nella              |              |
| 2017 | Almost Amazing                            | Tristan Price                     | Taylor             |              |
| 2018 | Healing Hands                             | John Murlowski                    | Tess Harper        |              |
| 2021 | A Deadly Bridenapping                     | Ben Meyerson                      | Faith              | [ 7 ]        |
| 2021 | Days of Our Lives: A Very Salem Christmas | Noel Maxam                        | Gabi Hernandez     |              |
| 2023 | Bad Connection                            | Jake Helgren                      | Eva                |              |
| 2023 | Marigold the Matador                      | Kenneth Castillo                  | Marigold (anciana) |              |
| 2024 | Final Heist                               | Ted Campbell                      | Willa              | [ 8 ]        |
| 2024 | The Holiday Exchange                      | Jake Helgren                      | Naomi              | [ 9 ]        |
| TBD  | Get Off My Lawn                           | Amara Cash                        | Jackie Moss        |              |

### Televisión
| Año       | Título                          | Papel                            | Nota           |
| --------- | ------------------------------- | -------------------------------- | -------------- |
| 2006      | Dexter                          | Niña de natación                 | 1 episodio     |
| 2007      | Seguro y Urgente                | Tina                             | 1 episodio     |
| 2008      | Gabriel                         | Vampirita                        | 2 episodios    |
| 2008-2009 | One Life to Live                | Ver listaLola Montez Talia Sahid | 49 episodios   |
| 2009      | See Kate Run                    |                                  | Película de TV |
| 2010      | I'm in the Band                 | Bianca Ortega                    | 1 episodio     |
| 2010      | Zeke and Luther                 | Hermana mayor                    | 1 episodio     |
| 2010-2023 | Days of Our Lives               | Gabi Hernandez                   | 1127 episodios |
| 2011      | ACME Saturday Night             | Mujer en cama                    | 1 episodio     |
| 2014      | Matador                         | Sirvienta bonita nº 2            | 1 episodio     |
| 2015      | Hawaii Five-0                   | Tori Onuma                       | 1 episodio     |
| 2016      | Mistresses                      | Kylie                            | 5 episodios    |
| 2017      | Snowfall                        | Lucia Villanuevo                 | 1 episodio     |
| 2017      | The Last Defectors              | Isadora                          | Serie          |
| 2018      | Rhino                           | Sophie                           | Película de TV |
| 2018      | Star                            | Nina                             | 7 episodios    |
| 2021      | Sweet Navidad                   | Carmen Tirado                    | Película de TV |
| 2022      | Days of Our Lives: Beyond Salem | Gabi Hernandez                   | 3 episodios    |
| 2022      | It's Complicated                | Mandy                            | Película de TV |

## Premios y nominaciones
| Año  | Premio               | Categoría                                         | Nominada por      | Resultado |
| ---- | -------------------- | ------------------------------------------------- | ----------------- | --------- |
| 2009 | Premios Young Artist | Conjunto joven excepcional de serie de televisión | One Life to Live  | Nominada  |
| 2013 | Gold Derby Awards    | Actriz joven de drama diurno                      | Days of Our Lives | Nominada  |
| 2015 | Premios Daytime Emmy | Mejor actriz joven de serie dramática             | Days of Our Lives | Nominada  |
| 2020 | Soap Hub Award       | Actriz favorita                                   | Days of Our Lives | Nominada  |
| 2021 | Soap Hub Award       | Actriz favorita                                   | Days of Our Lives | Nominada  |